# Национальный проект «Культура»
Национальный проект «Культура» — один из национальных проектов в России на период с 2019 по 2024 годы. С февраля 2020 года руководитель проекта –  министр культуры Ольга Любимова, куратор –  вице-премьер Татьяна Голикова.

## Описание
Национальный проект «Культура» предусматривает: 
- укрепление российской гражданской идентичности на основе духовно-нравственных и культурных ценностей народов Российской Федерации;
- создание, восстановление и переоборудование культурно-образовательных и музейных комплексов, включающих в себя концертные залы, театральные, музыкальные, хореографические и другие творческие школы, а также выставочные пространства;
- обеспечение детских музыкальных, художественных, хореографических школ, училищ и школ искусств необходимыми инструментами, оборудованием и материалами;
- продвижение талантливой молодёжи в сфере музыкального искусства, в том числе посредством создания национального молодёжного симфонического оркестра;
- создание (реконструкция) культурно-досуговых организаций клубного типа на территориях сельских поселений, развитие муниципальных библиотек, создание виртуальных концертных залов не менее чем в 500 городах Российской Федерации;
- создание условий для показа национальных кинофильмов в кинозалах, расположенных в населённых пунктах с численностью населения до 500 тыс. человек;
- подготовку кадров для учреждений культуры;
- модернизацию региональных и муниципальных театров юного зрителя и кукольных театров путём их реконструкции и капитального ремонта;
- поддержку добровольческих движений, в том числе в сфере сохранения культурного наследия народов Российской Федерации.

Д. А. Медведев во вступительном слове на заседании Совета при президенте Российской Федерации по стратегическому развитию и национальным проектам сказал:

Национальный проект «Культура» имеет две главные цели. Прежде всего, конечно, сделать богатейшую культуру нашей страны более доступной — и для российских граждан, и для иностранных гостей. Для этого планируется провести реконструкцию, реставрацию, техническое переоснащение более чем 3,5 тыс. объектов культуры. При этом речь идёт как о жемчужинах истории и культуры, архитектуры, которые привлекают туристов со всего мира, так и об обычных домах культуры, кинотеатрах, библиотеках в малых городах, отдалённых территориях. Чтобы люди, которые там живут, не были оторваны от культурной жизни страны. Для решения этой задачи предстоит провести и цифровизацию культурной сферы. В том числе, как сказано в указе, создать 500 виртуальных концертных залов. «Цифра» позволит расширить аудиторию учреждений культуры на 30 миллионов человек.

Вторая главная цель национального проекта — раскрыть творческий потенциал людей, дать им возможность продемонстрировать свои таланты как в России, так и за рубежом. Должна быть создана эффективная система поощрения одарённых детей и молодёжи — в виде конкурсов, фестивалей, грантов, обучения и стажировок. Одной из форм такой поддержки станет создание национального молодёжного симфонического оркестра.

Кроме того, надо дать возможность проявить себя тем, кто поддерживает и сохраняет национальные обычаи и традиции народов России, занимается патриотическим воспитанием, участвует в культурных событиях на волонтёрских началах.
Согласно паспорту нацпроекта, опубликованному на сайте Правительства РФ, бюджет на его реализацию составит 127,4 млрд рублей. 109,7 из них будут привлечены из Федерального бюджета, а 3,8 – из региональных. Большая часть средств будет задействована в реализации федерального проекта «Культурная среда» (84 млрд рублей), на «Цифровую культуру» будет потрачено 6,8 млрд. рублей, федеральный проект «Творческие люди» обойдется совокупному бюджету в 22,6 млрд. рублей.

## Реализация
- 2019 год – Кассовое исполнение нацпроекта составило более 94%. Завершены работы на 259 объектах – это 24 объекта строительства, 15 реконструированных и 220 капитально отремонтированных учреждений культуры. Проведена реконструкция 14 региональных детских театров в Мурманске, Саранске, Новоуральске, Чебоксарах и Ульяновске. Также оборудованы 148 кинозалов в 54 регионах. В рамках программы «Волонтёры культуры» к проекту присоединились 42 525 добровольцев[5].

- В мае 2020 года Министерство культуры РФ заявило о внесении изменений в расчёт показателей учреждений культуры в рамках национального проекта в связи с невозможностью их функционирования в период пандемии коронавируса. Вместо расчета показателей по отдельным категориям объектов культуры, будет введен общий показатель посещаемости в 15% для региона. Таким образом, показатели закрытых или ограниченных для посещения учреждений (театры, кинотеатры, музеи), могут восполнить другие учреждения культуры – библиотеки, дома культуры, проводящие он-лайн мероприятия[6]. По итогам первого квартала 2020 года количество обращений к цифровым ресурсам культуры (что является одним из двух основных показателей национального проекта) составило 20,5 млн посещений при общем плане на 2020 год – 32 млн[7].  В конце года министр культуры РФ Ольга Любимова заявила, что с марта по декабрь в рамках нацпроекта государственные музеи провели около 23 тысяч онлайн-мероприятий с общей посещаемостью около 300 миллионов, а доступ к современной культурной инфраструктуре получили порядка 40 миллионов граждан РФ[8].
- В декабре 2020 года заместитель Министра культуры РФ М.Ю. Ксензов доложил о создании в 44 регионах страны 80 виртуальных концертных залов. В частности, в Новгородской области было открыто 6 подобных площадок: в Боровичах, Малой Вишере, Окуловке, Сольцах, Старой Руссе и Валдае. На 2021 год, по словам замминистра, запланировано создание еще 80 подобных мультимедийных пространств в 47 регионах страны[9].
- Также в 2020 году открыты 4 центра непрерывного образования (общее их количество достигло 11), которые функционируют в штатном режиме, в том числе осуществляя дистанционное обучение. Около 9,5 тыс. специалистов повысили свою квалификацию, к концу года их количество должно увеличиться до 26 тысяч[7]. В рамках нацпроекта в 2020 году в 66 регионах страны было открыто 172 модельные муниципальные библиотеки, из которых 50 — центральные, а 122 — малые. На их создание было выделено 1 млрд 110 млн рублей[10]. В 2020 году более 17 млн человек были охвачены услугами подобных библиотек.
- Вице-премьер Татьяна Голикова сообщила, что за 2020 год были реконструированы и капитально отремонтированы 8 региональных и муниципальных детских театров в Астрахани,  Набережных Челнах, Оренбурге, Северной Осетии, Ставрополе, Ульяновске, Челябинске. Почти 3 миллиона россиян в 37 регионах, где было создано 60 кинозалов, получили доступ к кинопоказу.  В рамках федерального проекта «Культурная среда», являющегося частью нацпроекта «Культура», на базе ведущих творческих вузов было организовано 11 образовательных центров, где за год обучились около 26 тысяч работников из сферы культуры[11].

По итогам 2020 года в 70 субъектах РФ поддержку получили 139 творческих проектов некоммерческих организаций. 2,7 млн человек, несмотря на сложную эпидемиологическую обстановку, посетило более 2 тысяч культурно-образовательных мероприятий, проведённых в рамках национального проекта. Количество волонтёров в культурной сфере превысило 71 тысячу человек, что почти в 3 раза выше планового показателя. В рамках программы «Волонтёры культуры» в 10 регионах РФ — Москве, Санкт-Петербурге, Татарстане, Крыму, Орловской, Псковской, Владимирской, Саратовской, Самарской и Ленинградской областях — было проведено одно из самых крупных её мероприятий – «Школа волонтёров наследия».
- Количество обращений к ресурсам «Национальной электронной библиотеки» составило более 16,5 млн. Её фонд увеличился до 5 миллионов изданий. В 2020 году появилась возможность через портал «Национальной электронной библиотеки» получить доступ к восьми тысячам редких книг из ведущих библиотек РФ, оцифрованных в рамках нацпроекта[12]. Посещаемость цифровых ресурсов культуры достигла 64 млн и в общей сложности составила около 118 млн обращений. Посещаемость портала «Культура.рф» за 2020 год превысила 69 млн визитов, 25% из которых пришлись на детскую аудиторию[13][11].
- В 2020 году после модернизации и ремонта начали действовать 144 дома культуры. Более 300 детских школ искусств и профессиональных училищ из 39 регионов получили новое оборудование и учебные материалы[12].
- По словам замминистра культуры Ольги Яриловой, кассовой исполнение нацпроекта «Культура» по итогам 2020 года составило 99,3%[14].
- В марте 2021 года Владимир Путин объявил о том, что поручит администрации президента и правительству проработать вопрос о финансировании ремонтных работ городских домов культуры и предложения объявить 2022 год Годом народной культуры и нематериального культурного наследия[15].
- В апреле 2021 года общая осведомленность о национальном проекте «Культура» составила 75%[16].
- По сообщению вице-премьера РФ Татьяны Голиковой, уровень исполнения нацпроекта «Культура» в 2022 году составил 99,9%.  Его основные задачи, по её словам, были реализованы, несмотря на «новые вызовы».  В 2023 году финансирование нацпроекта составит более 54 млрд рублей. Министр культуры Ольга Любимова обозначила его задачи на указанный период: обновить по всей стране 242 дома культуры, запустить 54 автоклуба, реконструировать 82 и оснастить 316 региональных и муниципальных музеев, переоснастить 218 муниципальных библиотек, обеспечить свыше 313 детских школ искусств и училищ новым оборудованием, музыкальными инструментами и учебными материалами. На 2023 год в рамках национального проекта также запланировано оснащение необходимым оборудованием 52 региональных и муниципальных театров и реконструкция четырёх из них, проведение Всероссийского фестиваля-конкурса любительских творческих коллективов с вручением 20 грантов, оцифровка пяти тысяч фильмов и восьми тысяч памятников книжного искусства, организация восьми выставочных музейных проектов, открытие 73 виртуальных концертных залов и другое. Помимо этого запланированы поездки десяти тысяч школьников из новых регионов в культурно-образовательные путешествия[17].
- В июне 2023 года вице-премьер Татьяна Голикова сообщила, что для реализации нацпроекта «Культура» регионам из федерального бюджета уже выделено 24,5 млрд рублей из запланированных на 2023 год 54 млрд. Реализация «Культуры» вышла на один из самых высоких показателей среди всех национальных проектов: 99,93% — за первый квартал 2023 года и 99,95% — за апрель. За данный период создано и отремонтировано более 2,1 тысячи профильных объектов. Всего за год будет введено более 2,6 тысяч подобных объектов. Татьяна Голикова отметила, что 2023—2024 годы станут ключевыми с точки зрения подведения результатов национального проекта[18].
- По информации министра культуры РФ Ольги Любимовой, в 2023 году в рамках нацпроекта были модернизированы 1080 муниципальных библиотек. Федеральные библиотеки посетило 65,5 млн читателей. Во все 77 музеев новых регионов было поставлено современное оборудование[19].
- Согласно информации вице-премьера Татьяны Голиковой, с 2019 по 2023 год в рамках реализации нацпроекта «Культура» было создано и реконструировано более 2 400 культурных объектов. Также около 5 300 учреждений получили современное оборудование[20].